# Discopygiella setosa
Discopygiella setosa är en tvåvingeart som beskrevs av Robinson 1965. Discopygiella setosa ingår i släktet Discopygiella och familjen styltflugor. Inga underarter finns listade i Catalogue of Life.